# NGC 3236
NGC 3236 ist eine elliptische Galaxie vom Hubble-Typ E? im Sternbild Großer Bär am Nordsternhimmel. Sie ist schätzungsweise 419 Millionen Lichtjahre von der Milchstraße entfernt. Die Entfernungsmessungen basierend auf den Radialgeschwindigkeiten stimmen nicht mit den rotverschiebungsunabhängigen Entfernungsschätzungen von 322 Millionen Lichtjahren überein.
Das Objekt wurde am 25. März 1832 von John Herschel entdeckt.